# Gniewoszów (powiat wrocławski)
Gniewoszów – osada w Polsce, położona w województwie dolnośląskim, w powiecie wrocławskim, w gminie Kąty Wrocławskie.
W latach 1975–1998 miejscowość administracyjnie należała do województwa wrocławskiego.